# 2020 JJ
2020 JJ es un asteroide cercano a la Tierra pequeño del grupo de Apolo que pasó a 7000 km de la Tierra el 4 de mayo de 2020.

## Órbita y clasificación
2020 JJ orbita el Sol a una distancia de 0.9 a 2.1 UA una vez cada año y diez meses (675 días; semieje mayor de 1.51 UA). Su órbita tiene una excentricidad orbital de 0.42 y una inclinación orbital de 11° respecto a la eclíptica.

## Tamaño
Tiene un diámetro estimado de 2.7 a 6 m. Es comparable con el tamaño de una furgoneta y al momento de su descubrimiento sobrevolaba a unos 50,000 kilómetros por hora.

## Acercamiento
El 4 de mayo de 2020 pasó por encima del sur del océano Pacífico, a 7000 km.

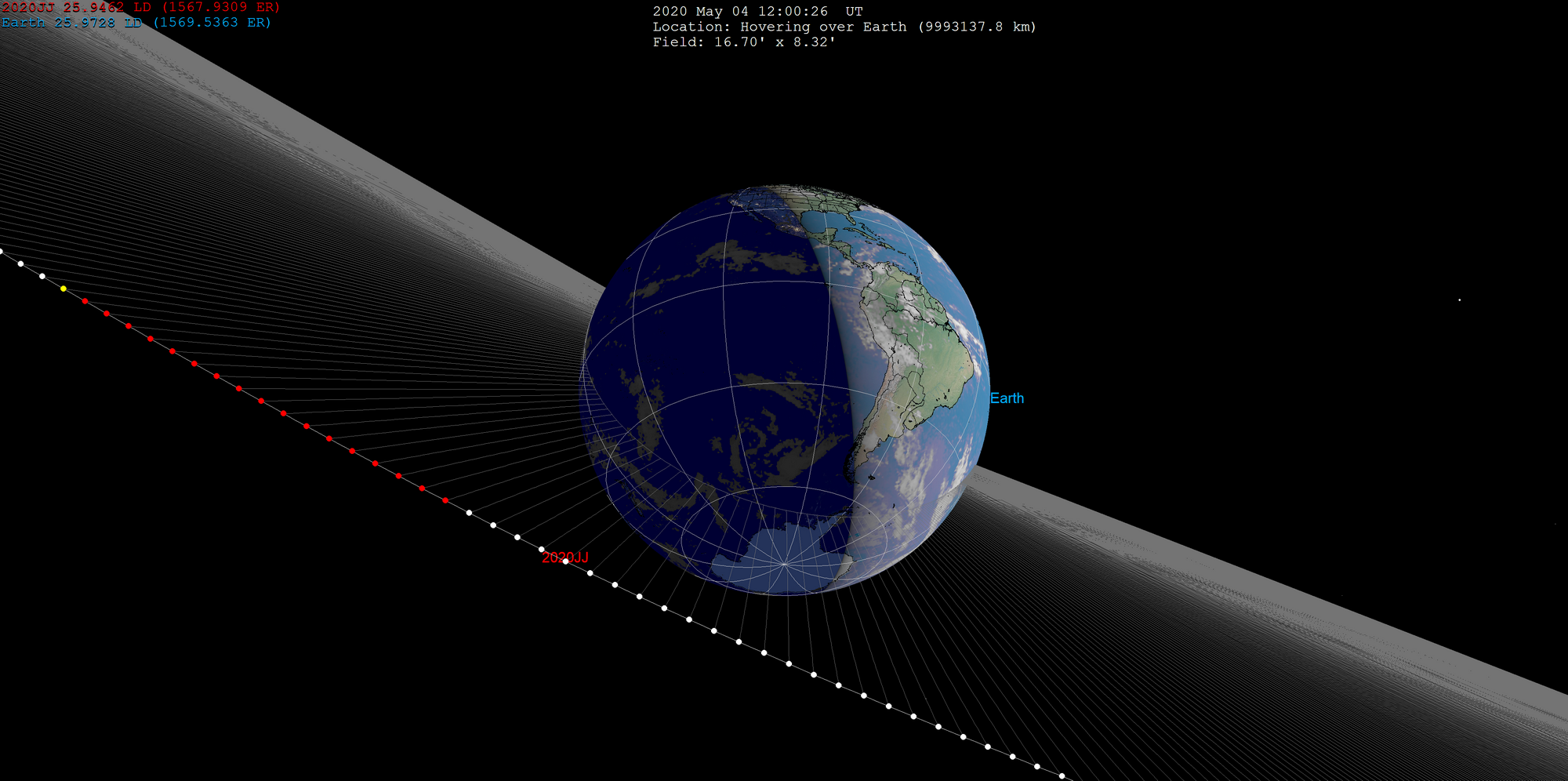
Visualización del sobrevuelo de 2020 JJ.